# 神奈川県立横浜旭陵高等学校
神奈川県立横浜旭陵高等学校（かながわけんりつ よこはまきょくりょうこうとうがっこう）は、神奈川県横浜市旭区に所在する公立の高等学校。

## 概要
2004年に神奈川県立都岡高等学校と神奈川県立中沢高等学校との合併により開校。開校当初より旧都岡高校の校舎を使用している。
単位制の高校であるため、在学中に規定の単位数を修得することが卒業要件となる。その関係で、学年（「○年生」）ではなく「〇期生」(〇=入学年度-開校年度+1)で生徒を区分している。なお、学年区分の方法は「〇年次」（〇=1,2,3）。
よこはま動物園ズーラシアと提携したZoologyと呼ばれる独自の授業, 実習を行っている。

## 構造
職員室が階ごとに設置されている（2階 - 4階。それぞれ下の階から学年区分が大きい）。

## 沿革
- 2004年 - 神奈川県立都岡高等学校と神奈川県立中沢高等学校の統合により設立
- 2007年4月 - 旧中沢高等学校校舎の改装完了に伴い、富士見丘中学校・高等学校（現：横浜富士見丘学園中等教育学校→横浜富士見丘中学校・高等学校）が完全移転。
- 2027年4月 - 県立高校改革実施計画(Ⅲ期)により、神奈川県立旭高等学校と統合される予定となっており、2025年度以降の新規生徒募集は行われない。

## 設置学科・系
- 年次進行型の単位制 普通科
  - 環境系
  - 生活・福祉系
  - 芸術・表現系
  - 健康・スポーツ系
  - 人文・社会系
  - 国際系
  - 情報系

## 交通
出典 : 
| 乗車駅          | 系統             | 下車停留所                     | 運行事業者 |
| --------------- | ---------------- | ------------------------------ | ---------- |
| 相鉄線 鶴ヶ峰駅 | 5                | 「横浜旭陵高校前」             | ■神奈中    |
| 相鉄線 鶴ヶ峰駅 | 旭9              | 「横浜旭陵高校前」             | ■相鉄      |
| 相鉄線 三ツ境駅 | 旭33・旭34・旭37 | 「横浜旭陵高校前」             | ■相鉄      |
| 相鉄線 鶴ヶ峰駅 | 旭10             | 「横浜旭陵高校坂下」、 徒歩3分 | ■相鉄      |
| JR横浜線 中山駅 | 旭11・旭15       | 「上白根町」、 徒歩10分        | ■相鉄      |

## 著名な出身者

### 旧：都岡高等学校
- 裕木奈江 - 女優
- キンシオタニ-アーティスト
- 木村朝之助 - 幕内格行司

### 旧：中沢高等学校
- 栗原勇蔵 - サッカー選手
- 三島聖一朗 - 地涌の菩薩
- B-STOP - ラッパー